# سیلیکون اینتگریتد سیستمز
سیلیکون اینتگریتد سیستمز (انگلیسی: Silicon Integrated Systems) شرکت الکترونیک تایوانی است، که در سال ۱۹۸۷ تأسیس شد.